# USS Macdonough (DD-351)
Pour les autres navires du même nom, voir USS Macdonough.
L'USS Macdonough (DD-351) est un destroyer de classe Farragut construit pour l'US Navy en 1934. Il participe à la Seconde Guerre mondiale avant d'être décommissionné le 22 octobre 1945. Radié des listes de la Marine américaine le 1er novembre 1945 avant d'être vendu le 20 décembre 1946 à George H. Nutman de Brooklyn, NY.
Il est le troisième navire de l'US Navy baptisé au nom du Commodore Thomas Macdonough (1783-1825).
Galerie d'images

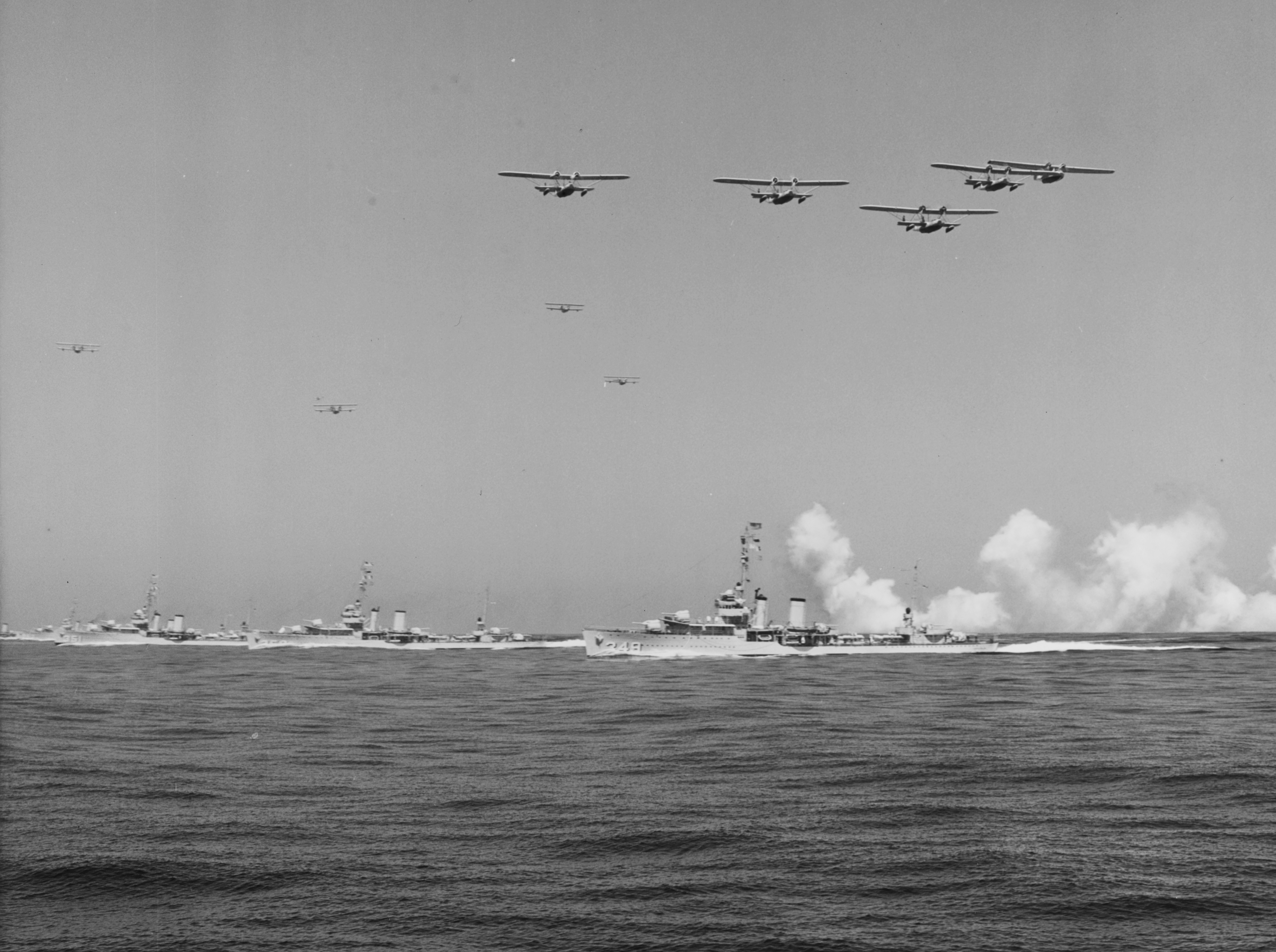
L'USS MacDonough DD-351 (à gauche sur l'image) lors d'une démonstration au large de San Diego, en Californie, le 14 septembre 1936.
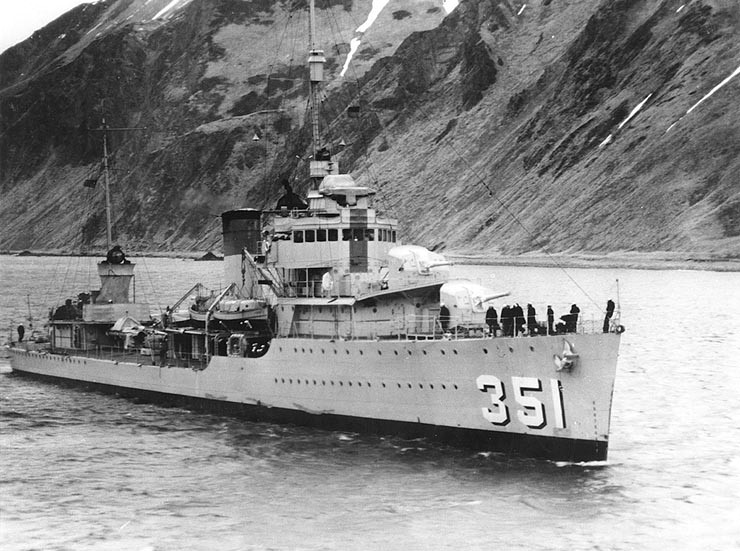
USS Macdonough, 27 April 1937
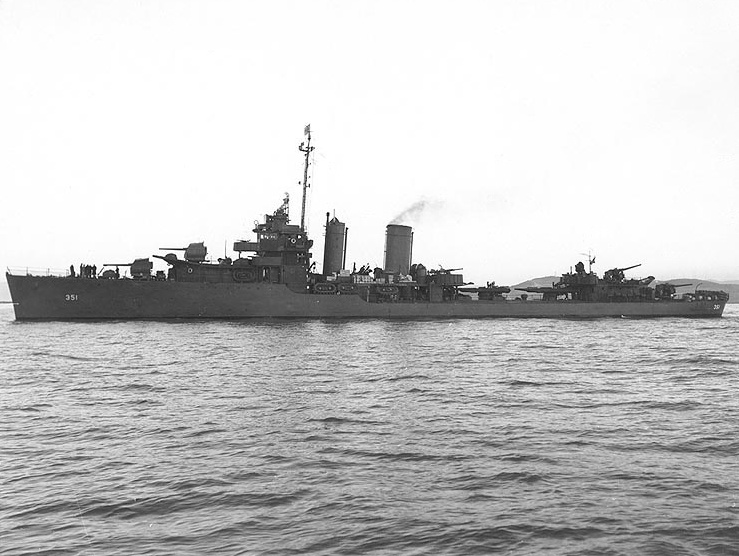
L'USS Macdonough au large des chantiers naval de Mare Island le 17 janvier 1943
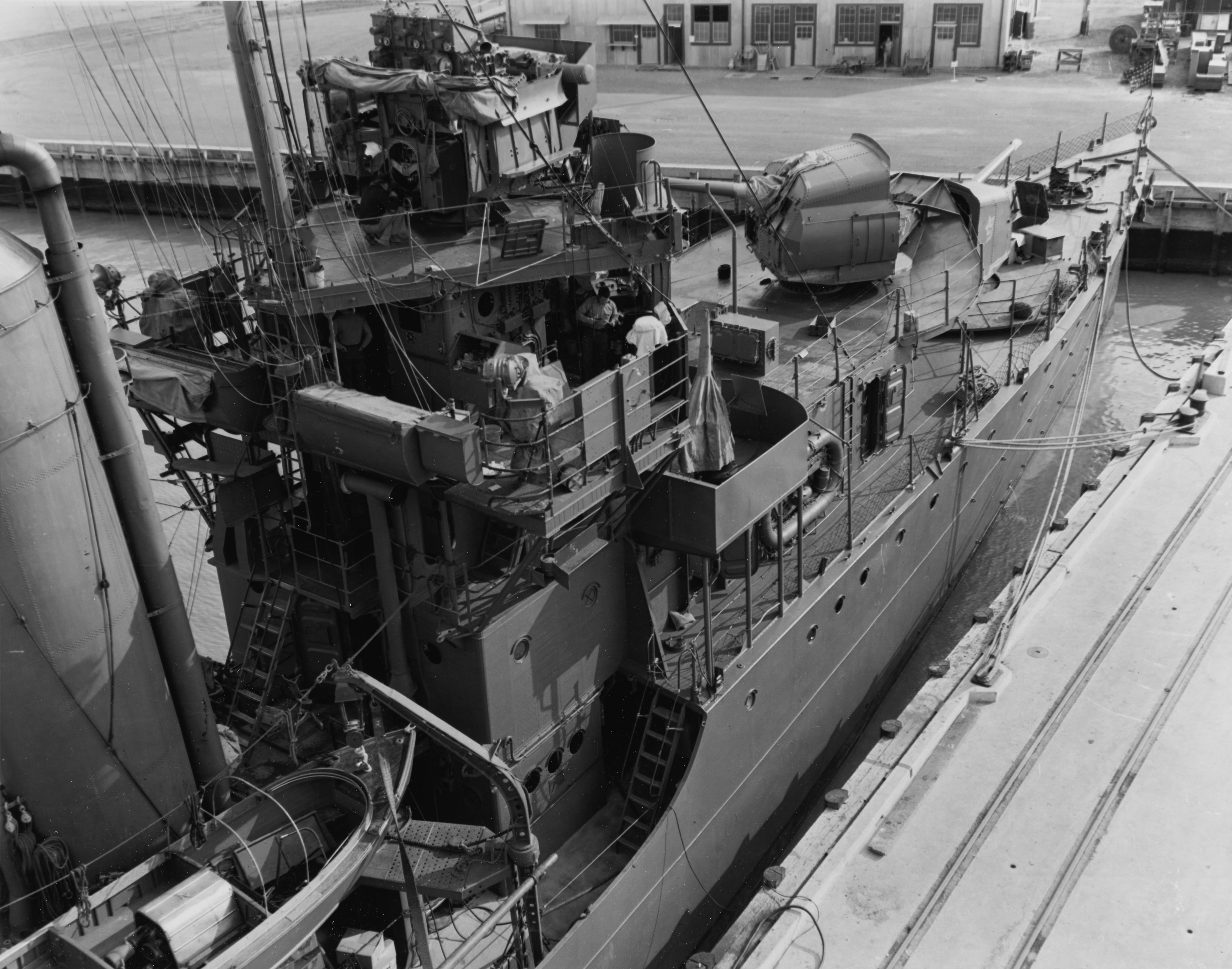
Vue aérienne tribord avant. Chantier naval de Mare Island, le 29 mai 1942[4].
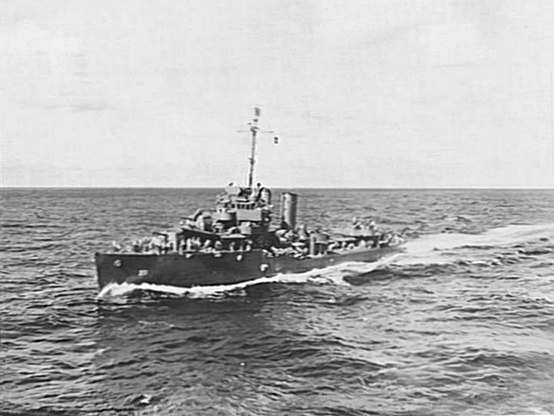
Le destroyer de la marine américaine USS MacDonough (DD-351) en cours de route. Vers 1943

## Histoire
La quille du  troisième USS Macdonough (DD-351) fut posé le 15 mai 1933 à Charlestown, dans le Massachusetts, par le Boston Navy Yard et lancé le 22 août 1934. Il est parrainé par Mlle Rose Shaler Macdonough, petite-fille du Commodore Thomas Macdonough et mis en service le 15 mars 1935, sous le commandement du commandant Charles S. Alden.
Après une longue croisière inaugurale en Europe et dans l'ouest de l'Amérique du Sud, l'USS Macdonough a rejoint la flotte du Pacifique et a opéré à partir de San Diego, en Californie, jusqu'au 12 octobre 1939, date à laquelle il a été affecté au détachement de Hawaï et transféré vers un nouveau port d'attache, Pearl Harbor, territoire d'Hawaï, au sein du Destroyer Squadron 1 (en).
Arrivé au port le 7 décembre 1941, l'USS Macdonough abattit l'un des avions d'attaque japonais avant de prendre la mer pour rejoindre les autres navires à la recherche de la force opérationnelle ennemie. Pendant les trois mois et demi qui suivirent, le destroyer effectua des missions de reconnaissance au sud-ouest d'Oahu. Avant de retourner à Pearl Harbor pour escorter des convois à destination et en provenance des ports de la côte ouest, il navigua jusqu'en Nouvelle-Guinée, apportant son soutien aux frappes aériennes sur Bougainville, Salamaua et Lae.

## La bataille de Guadalcanal
L'USS Macdonough retourna dans le Pacifique ouest pour préparer l'invasion de Guadalcanal. Opérant au sein du groupe aéronaval avec le porte-avions USS Saratoga, il assura la couverture des débarquements à Guadalcanal et Tulagi, le 7 août 1942. Il resta ensuite dans la zone, participant à la bataille de l'île de Savo et combattant les avions et navires ennemis lors du débarquement de renforts sur l'île.
Fin septembre, il commença ses missions d'escorte, effectuant des vols entre la Nouvelle-Guinée, Espiritu Santo et Pearl Harbor jusqu'à son arrivée au chantier naval de Mare Island, à Vajjeo, en Californie, le 22 décembre 1942, trois jours avant Noël, pour débuter une révision.

## La campagne des Îles Aléoutiennes
L'USS Macdonough fit ensuite route vers le nord pour attaquer et occuper l'île d'Attu, dans les Aléoutiennes. Arrivé au large d'Adak, en Alaska, le 16 avril 1943, le destroyer patrouilla au nord-est d'Attu jusqu'à l'assaut. Le 10 mai 1943, alors qu'il manœuvrait par gros temps pour protéger les navires de transport d'attaque, il entra en collision avec le mouilleur de mines léger (destroyer converti) USS Sicard (DM-21) et fut contraint d'être remorqué.

## La campagne des îles Gilbert et Marshall
Le navire resta au bassin de réparation de l'île Mare jusqu'au 23 septembre 1943, date à laquelle il se prépara à appareiller pour les îles Gilbert. Arrivé pour l'invasion de l'île Makin le 20 novembre 1943, il servit de navire de contrôle pour les péniches de débarquement et, une fois cette phase de l'opération terminée, pénétra dans le lagon pour bombarder les installations japonaises. Le 23 novembre 1943, Makin fut déclarée sûre et l'USS Macdonough retourna à Pearl Harbor.
En janvier 1944, il rejoignit la Force d'attaque du Nord en préparation de l'assaut sur les Îles Marshall. Principal navire de combat du groupe de transport initial, le l'USS Macdonough opéra d'abord au large de l'atoll de Kwajalein. Le 29 janvier 1944, il se dirigea vers l'atoll de Wotje et participa au bombardement côtier jusqu'à son retour à Kwajalein le 31 pour l'occupation des atolls de Namu. Cet destroyer assuma ensuite des missions de surveillance radar jusqu'à son arrivée sur l'atoll d'Eniwetok.
Les 21 et 22 février 1944, l'USS Macdonough bombarda avec précision les positions ennemies sur l'île Parry, à l'entrée profonde du lagon d'Eniwetok. Un mois plus tard, il servit de navire de référence et de rendez-vous au porte-avions TF 58, qui attaquait alors les îles Palaos. Poursuivant son rythme de croisière, il atteignit Hollandia, en Nouvelle-Guinée, le 21 avril 1944, fournissant un appui-feu aux débarquements. Puis, à l'extrémité de l'embouchure, il fit route vers l'est pour assurer une mission de surveillance radar au sud de Truk. Au cours de cette mission, le l'USS Macdonough, de concert avec les avions du petit porte-avions USS Monterey et du destroyer USS Stephen Potter, coula le sous-marin japonais RO-45 (commandé par le lieutenant-commandant Hamazumi Yoshihisa) le 30 avril 1944.

## La campagne des Îles Mariannes
Le 4 mai 1944, le destroyer arriva à Majuro pour rejoindre les forces rassemblées en vue de l'invasion des Mariannes. Après avoir quitté les Îles Marshall le 6 juin, l'USS Macdonough opéra au sein de la force aéronavale rapide lors de l'invasion de Saipan. Il effectua des missions de protection et de surveillance et fit partie du groupe naval qui bombarda les installations japonaises à l'ouest de l'île.

## La bataille de la mer des Philippines
Il participa ensuite à la bataille de la mer des Philippines, du 19 au 20 juin 1944, tirant sur les rares avions ennemis qui avaient réussi à passer à travers la patrouille aérienne de combat. Après la victoire, l'USS Macdonough retourna aux Mariannes. Affecté à Guam, il couvrit les équipes de démolition sous-marines qui menaient les reconnaissance sur les plages et effectua des tirs de harcèlement pour empêcher la réparation des défenses de l'île. Le 21 juillet, le destroyer patrouilla au large de Guam pour protéger les navires d'assaut conter les sous-marins ennemis, rôle qu'il poursuivit jusqu'à son départ pour Hawaï le 10 août.
Après un bref séjour à Pearl Harbor, l'USS Macdonough partit pour les îles de l'Amirauté. Il arriva à Manus le 15 septembre 1944 et commença ses missions d'escorte. Le 14 octobre, il accompagna des transports de troupes jusqu'à Leyte et resta pour protéger ces troupes pendant la bataille du golfe de Leyte, du 24 au 25 octobre. Il retourna ensuite à Manus pour escorter un autre convoi vers Leyte, le 3 novembre, et, à son retour dans les eaux philippines, patrouilla dans le golfe de Leyte et le sud du détroit de Surigao. Le mois suivant, l'USS Macdonough reprit ses missions d'escorte.
Opérant à partir d'Ulithi, il protégea les pétroliers de la flotte lors de leurs ravitaillements dans les zones des Philippines, de Formose et de la mer de Chine méridionale. En janvier 1945, le destroyer appareilla pour le chantier naval de Puget Sound, à Bremerton, dans l'État de Washington, où il entreprit une révision de trois mois. De retour à Ulithi, il fut affecté à une station radar à proximité de cette base jusqu'au 5 juillet, date à laquelle il reprit sa mission de surveillance des convois. Pendant le reste de la guerre, il protégea la navigation alliée entre Ulithi et Okinawa.

## Fin de la guerre et désarmement
À Guam, à la fin des hostilités, l'USS Macdonough reçut rapidement l'ordre de rentrer aux États-Unis. Il arriva à San Diego le 3 septembre 1945, puis poursuivit sa route la semaine suivante vers le chantier naval de New York, à Brooklyn (New York), où il fut désarmé le 22 octobre 1945. Il fut radié des registres de la Marine le 1er novembre 1945.
Le 20 décembre 1946, il fut vendu à George H. Nutman de Brooklyn (New York).

## Décorations et citations
- Asiatic-Pacific Campaign Medal  L'USS Macdonough fut décoré de la médaille de l'Asiatic-Pacific Campaign assortie de 13 citations pour son service durant la Seconde Guerre mondiale.

## Sources
: document utilisé comme source pour la rédaction de cet article.
- Dictionary of American Naval Fighting Ships (en) « Macdonough III (DD‑351) 1935-1945 »
- (en)  Cet article contient du texte publié par le Dictionary of American Naval Fighting Ships dont le contenu se trouve dans le domaine public. La référence peut être lue ici.

- (en) Cet article est partiellement ou en totalité issu de l’article de Wikipédia en anglais intitulé « USS Macdonough (DD-351) » (voir la liste des auteurs).